# Taeniophallus nebularis
Espèce
Statut de conservation UICN

 CR  : 
En danger critique
Taeniophallus nebularis  est une espèce de serpents de la famille des Dipsadidae.

## Répartition
Cette espèce est endémique de la péninsule de Paria dans l'État de Sucre au Venezuela.

## Description
L'holotype de Taeniophallus nebularis, un mâle adulte, mesure 492 mm dont 161 mm pour la queue. Cette espèce a le dos brun et sa face ventrale habituellement jaune vif.

## Étymologie
Son nom d'espèce, du latin nebula, « brume, brouillard », et du suffixe -aris, « qui appartient à », lui a été donné en référence à son habitat, les forêts de nuages.

## Publication originale
- Schargel, Rivas & Myers, 2005 : An Enigmatic New Snake from Cloud Forest of the Península de Paria, Venezuela (Colubridae: Genus Taeniophallus?). American Museum Novitates, no 3484, p. 1-22 (texte intégral).